# Vífilsstaðavatn
Der Vífilsstaðavatn ist ein kleiner See bei der Ortschaft Garðabær in der Hauptstadtregion von Island.
Er steht seit dem Jahr 2007 als Teil eines Ressourcenschutzgebietes von insgesamt 188,25349 ha unter Naturschutz. Entlang des Ufers befindet sich ein 2,5 km langer befestigten Weg.

## Bildergalerie

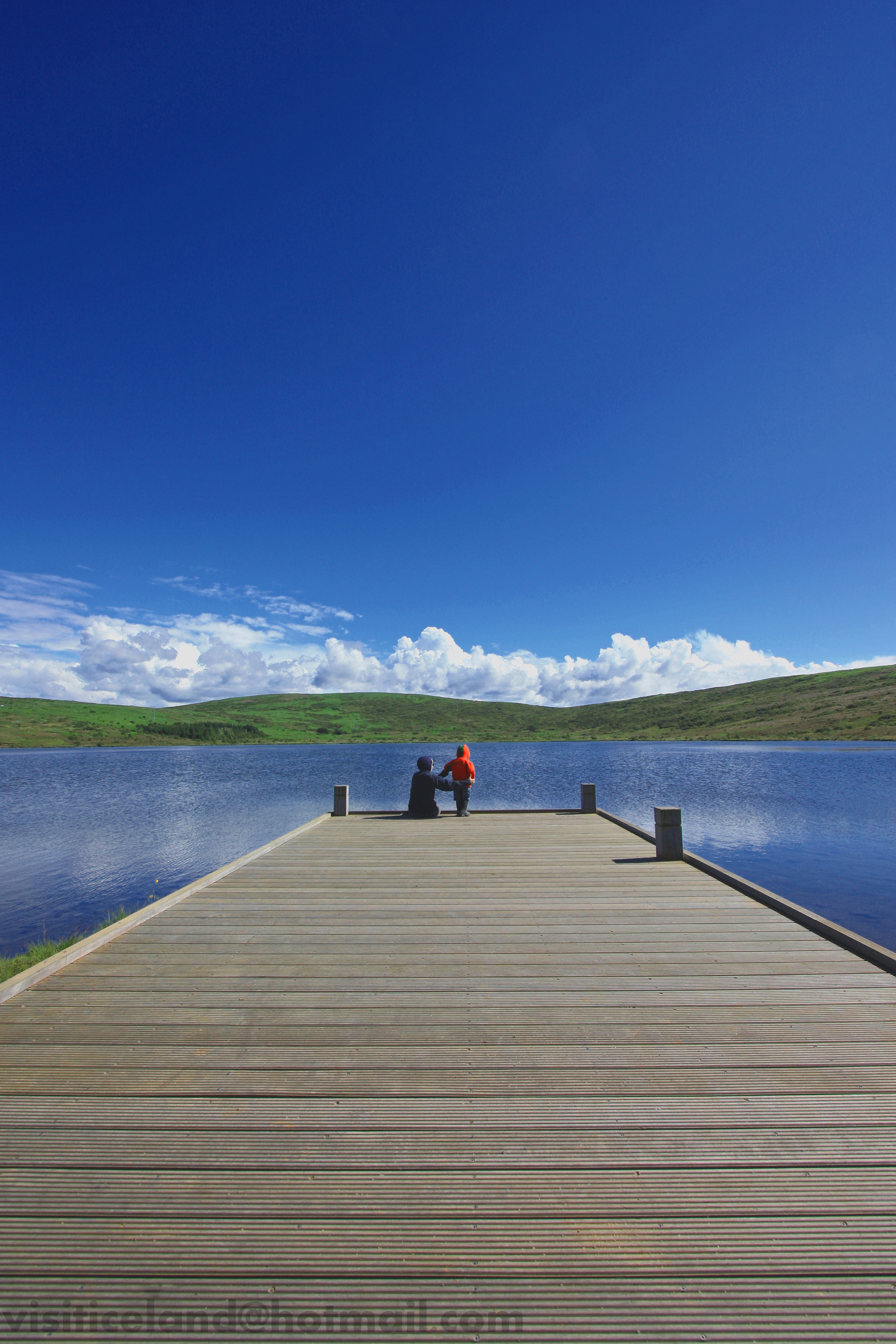
Vífilsstaðavatn (2010)
Luftaufnahme vom Vífilsstaðavatn (links unten, 2011)

## Weblink
- Vífilsstaðavatn bei Youtube, abgerufen am 20. Oktober 2016